# Gustav Kilian
Gustav Kilian (Luxemburg, 3 november 1907 – Dortmund, 19 oktober 2000) was een Duits wielrenner die vooral als baanwielrenner actief is geweest.

## Biografie
Kilian was professioneel wielrenner van 1933 tot 1952. Hij was vooral succesvol als zesdaagsewielrenner. Hij nam aan 90 zesdaagsen deel en heeft in totaal 34 overwinningen op zijn naam staan. Hij neemt hiermee een gedeelde 11e plaats in op de ranglijst aller tijden. Van deze 34 overwinningen heeft hij de meeste (29) samen met zijn landgenoot Heinz Vopel behaald.
Kilian heeft zijn zesdaagsenoverwinningen vrijwel allemaal in de Verenigde Staten en Canada behaald. De reden hiervoor is dat het zesdaagsencircus in zijn geboorteland Duitsland werden verboden toen daar de nazi’s aan de macht kwamen. Om deze reden week hij samen met zijn wielermaatje Heinz Vopel uit naar Amerika waar de wielerzesdaagsen in de jaren dertig enorm populair waren. Na de inval van de Duitsers in Rusland in 1941 waren Kilian en Vopel niet meer welkom in de Amerikaanse zesdaagsen. Het duurde dan ook tot na de oorlog eer beiden hun wielercarrière konden voortzetten.
Op de zeer respectabele leeftijd van 43 jaar won hij zijn laatste zesdaagse, de zesdaagse van Berlijn, weer samen met de toen 42-jarige Heinz Vopel. Dit koppel ging dan ook de geschiedenis in als het oudste koppel dat een wielerzesdaagse wist te winnen.
Na zijn carrière als wielrenner werd hij in 1964 bondscoach van de West-Duitse team ploegachtervolging en won hiermee diverse Wereldkampioenschappen en Olympische titels.

## Bijnamen
In het Amerikaanse zesdaagsencircuit droeg hij de bijnaam "Crazy Gus" (Gekke Guus), in Duitsland werd hij de "Goldschmied" (Goudsmid) en ook wel de "eiserne Gustav" (IJzeren Gustav) genoemd.

## Overzicht Zesdaagse overwinningen
| Nr. | Jaar   | Zesdaagse van | Samen met     |
| --- | ------ | ------------- | ------------- |
| 1.  | 1934-2 | Cleveland     | Heinz Vopel   |
| 2.  | 1935-1 | Montréal      | Heinz Vopel   |
| 3.  | 1935-2 | Montréal      | Heinz Vopel   |
| 4.  | 1935-2 | Pittsburgh    | Heinz Vopel   |
| 5.  | 1935-2 | Chicago       | Heinz Vopel   |
| 6.  | 1935-2 | New York      | Heinz Vopel   |
| 7.  | 1936   | Milwaukee     | Heinz Vopel   |
| 8.  | 1936-1 | New York      | Heinz Vopel   |
| 9.  | 1936-1 | Chicago       | Heinz Vopel   |
| 10. | 1936-1 | Montréal      | Heinz Vopel   |
| 11. | 1936   | Londen        | Heinz Vopel   |
| 12. | 1937   | Cleveland     | Heinz Vopel   |
| 13. | 1937   | Milwaukee     | Heinz Vopel   |
| 14. | 1937   | Saint Louis   | Heinz Vopel   |
| 15. | 1937   | Indianapolis  | Heinz Vopel   |
| 16. | 1937-2 | Montréal      | Heinz Vopel   |
| 17. | 1937-2 | Chicago       | Heinz Vopel   |
| 18. | 1937-2 | New York      | Heinz Vopel   |
| 19. | 1937-2 | Buffalo       | Heinz Vopel   |
| 20. | 1938   | Cleveland     | Heinz Vopel   |
| 21. | 1938-1 | Chicago       | Heinz Vopel   |
| 22. | 1938   | New York      | Heinz Vopel   |
| 23. | 1938-3 | Chicago       | Heinz Vopel   |
| 24. | 1938-2 | Buffalo       | Bobby Thomas  |
| 25. | 1939-1 | Chicago       | Bobby Thomas  |
| 26. | 1939   | Milwaukee     | Heinz Vopel   |
| 27. | 1939   | San Francisco | Heinz Vopel   |
| 28. | 1939   | Buffalo       | Cecil Yates   |
| 29. | 1940   | Columbus      | Henri O`Brien |
| 30. | 1940   | Cleveland     | Heinz Vopel   |
| 31. | 1941   | Buffalo       | Heinz Vopel   |
| 32. | 1950-1 | Hannover      | Heinz Vopel   |
| 33. | 1950   | Münster       | Jean Roth     |
| 34. | 1951-1 | Berlijn       | Heinz Vopel   |

| Aantal | Samen met                                                |
| ------ | -------------------------------------------------------- |
| 29     | - Heinz Vopel                                            |
| 1      | - Bobby Thomas - Cecil Yates - Henri O`Brien - Jean Roth |

- Gemeinsame Normdatei: 136611125
- Virtual International Authority File: 80925739
- WorldCat: E39PBJkhMWTtGYgBQqK6VtfQbd